# 李麗珊

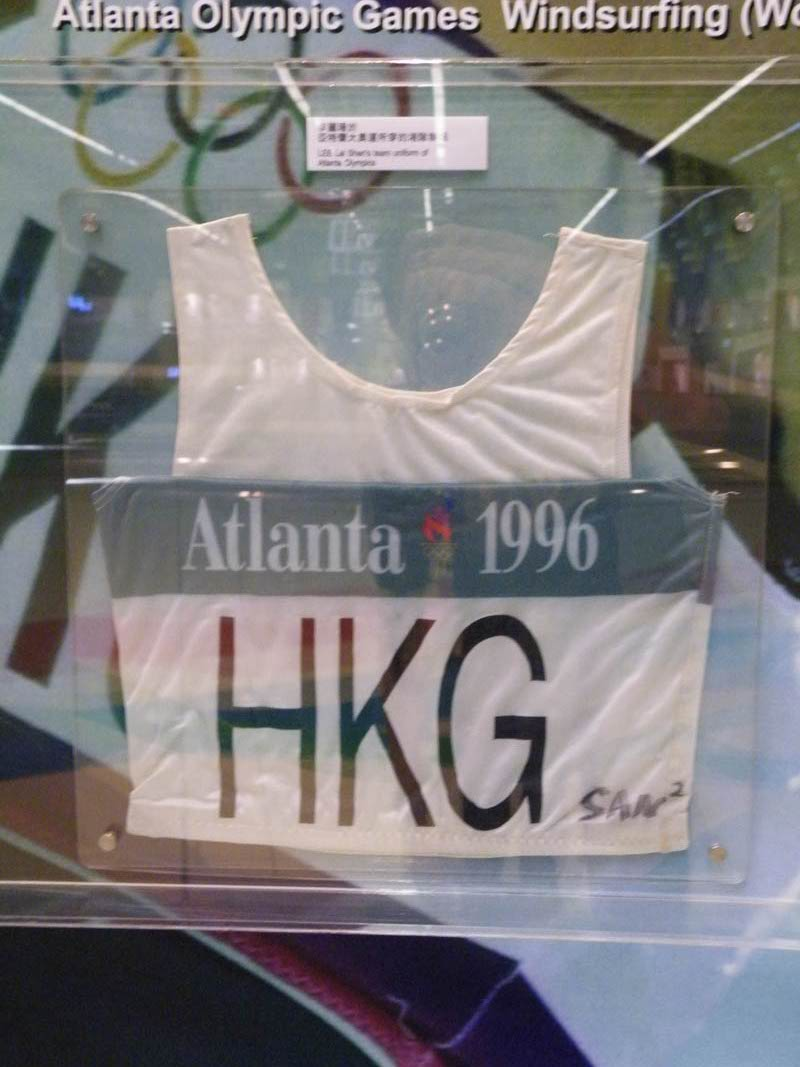
李麗珊

李 麗珊（リー・ライシャン、Lee Lai Shan、広東語読み: レイ・ライサーン、1970年9月5日 - ）は、香港長洲島出身の元セーリング選手。オリンピック金メダリスト。

## 略歴
愛称は「珊珊（サーンサーン）」。「風の女王（風之后）」とも称される。
離島である長洲の地の利を活かし、叔父・黎根の指導のもと、12歳からウィンドサーフィンに親しんだ。17歳から競技に参加し、19歳で香港代表となった。艾培理監督の指導を受けて技術を磨き数々のタイトルを獲得し、1996年のアトランタオリンピック、ヨット競技ミストラル級において、香港の選手として初のオリンピック金メダルを獲得した。それ以前にオリンピックでメダルを獲得した香港選手はなく、この時の「香港のアスリートはゴミじゃない（香港運動員唔係垃圾）」との発言は、地元香港で名文句として知られる。
1999年には同じくウィンドサーフィン選手の黄徳森と結婚し、2005年8月に長女を出産、2007年8月には次女を出産した 。

## 主な競技成績
- 1990年 - 第11回アジア競技大会（北京） - 銀メダル
- 1992年 - バルセロナオリンピック - 11位
- 1993年 - ウィンドサーフィン世界選手権（日本、柏崎） - 金メダル
- 1994年 - 第12回アジア競技大会（広島） - 銀メダル
- 1995年 - ウィンドサーフィン世界選手権（南アフリカ、ポートエリザベス） - 銅メダル
- 1996年 - ウィンドサーフィン世界選手権（イスラエル、ハイファ） - 銀メダル
- 1996年 - アトランタオリンピック - 金メダル
- 1997年 - ウィンドサーフィン世界選手権（オーストラリア、フリーマントル） - 金メダル
- 1998年 - ウィンドサーフィン世界選手権（フランス、ブラス） - 銀メダル
- 2000年 - ウィンドサーフィン世界選手権（アルジェリア、マルデルプラタ） - 銀メダル
- 2000年 - シドニーオリンピック - 6位
- 2001年 - ウィンドサーフィン世界選手権（ギリシャ、ヴァルキザ） - 金メダル
- 2004年 - アテネオリンピック - 4位